# Ovid (Nova York)
Ovid és una població dels Estats Units a l'estat de Nova York. Segons el cens del 2000 tenia 612 habitants.

## Demografia
Segons el cens del 2000, Ovid tenia 612 habitants, 245 habitatges, i 149 famílies. La densitat de població era de 562,6 habitants per km².
Dels 245 habitatges en un 33,1% hi vivien nens de menys de 18 anys, en un 41,2% hi vivien parelles casades, en un 13,9% dones solteres, i en un 38,8% no eren unitats familiars. En el 33,1% dels habitatges hi vivien persones soles el 18% de les quals corresponia a persones de 65 anys o més que vivien soles. El nombre mitjà de persones vivint en cada habitatge era de 2,5 i el nombre mitjà de persones que vivien en cada família era de 3,25.
Per edats la població es repartia de la següent manera: un 30,7% tenia menys de 18 anys, un 7,2% entre 18 i 24, un 27,3% entre 25 i 44, un 19,8% de 45 a 60 i un 15% 65 anys o més.
L'edat mediana era de 35 anys. Per cada 100 dones de 18 o més anys hi havia 79,7 homes.
La renda mediana per habitatge era de 30.227 $ i la renda mediana per família de 35.625 $. Els homes tenien una renda mediana de 28.750 $ mentre que les dones 23.750 $. La renda per capita de la població era de 15.666 $. Entorn del 9,9% de les famílies i el 12,4% de la població estaven per davall del llindar de pobresa.